# 大峙洞
大峙洞（：／ Daechi dong */?）是一個位於韓國首爾特別市江南區的法定洞，被普遍視為江南區的住宅區，當地住宅市場價格較高。
該地也被成為補習教育的麥加，皆因當地有徽文高等學校、檀國大學校師範大學附屬中學校等外界認定的品質較好的高中，也因此成為大量學院的聚集地，目前當地大概有1000所左右的學院。而大峙洞每年就能創造出近20萬億韓元的補習班經濟。